# Tuc de Poilanèr
El Tuc de Poilanèr és una muntanya de 2.221 metres que es troba entre els municipis d'Es Bòrdes i Vilamòs, a la comarca de la Vall d'Aran i França.